# تیش میلز (ویسکانسین)
تیش میلز (به انگلیسی: Tisch Mills) یک منطقهٔ مسکونی در ایالات متحده آمریکا است که در ویسکانسین واقع شده‌است. تیش میلز ۱۹۳٫۸۶ متر بالاتر از سطح دریا واقع شده‌است.